# Chaperon
Chaperon (kaprun, kapperøllike) er en hovedbeklædning bestående af en mere eller mindre avanceret stofkreation som dækker hoved og hals. Den blev båret af både mænd og kvinder i middelalderen i Frankrig og Burgund.
Chaperone bruges også om en ung piges ældre mandlige eller kvindelige ledsager.